# Leptidea serrata
Leptidea serrata är en fjärilsart som beskrevs av Lee 1955. Leptidea serrata ingår i släktet Leptidea och familjen vitfjärilar. Inga underarter finns listade i Catalogue of Life.